# Критерий
Крите́рий (др.-греч. κριτήριον — способность различения, средство суждения, мерило), крите́риум — признак, основание, правило принятия решения по оценке чего-либо на соответствие предъявленным требованиям (мере).
В других источниках указано что Критерий (философ.) — мерило для оценки истинности суждения или факта, правило, признак, на основании которого можно судить о достоверности или ценности чего-либо, и оселок, верный признак для распознания истины.
Особо выделяют критерии истинности знания. Различают логические (формальные) и эмпирические (экспериментальные) критерии истинности. Формальным критерием истины служат логические законы: истинно всё, что не заключает в себе противоречия, логически правильно. Эмпирическим критерием истинности служит соответствие знаний экспериментальным данным, например: «критерий пригодности объекта», «критерий превосходства объекта», «критерий достоверности результатов», «критерий достаточности испытаний». Вопросом о критериях истины, выставляемых разными философскими школами, занимается теория познания или гносеология.
Критерий в квалиметрии — условие, накладывающееся на показатель свойства предмета исследования.